# Чагил
Чагил (рос. чагыл, англ. chaghyl, нім. Tschagyl m) — дрібнорозчленоване скупчення сипких пісків (як правило, гравійних).
Це сипкі горбисті піски, що скупчуються поблизу чагарників у вигляді пагорбів округлої або подовженої форми. Утворюються біля кущів Nitraria (висотою до 1,5 м). Аналог чагилу — ущільнені горби (туркменський — томмок, узбецький — чоколак) — поблизу кущів Tamarix (заввишки до 10 — 14 м). Широко розвинені особливо в пустелях Центральної Азії, переважно на нижніх околицях підгірних рівнин, в районах залягання (на глибині 3-5 м) прісних і солонуватих ґрунтових вод.

## Інтернет-ресурси
- Світлина [Архівовано 4 листопада 2013 у Wayback Machine.]